# The Bird Can’t Fly
The Bird Can’t Fly ist ein südafrikanisch-irisch-niederländisches Drama der Regisseurin Threes Anna aus dem Jahr 2007.

## Handlung
Melody kehrt in ihre alte Heimat Fairlands zurück um dem Begräbnis ihrer Tochter, June, beizuwohnen. Doch Melody erkennt ihre Stadt fasst nicht wieder, denn sie ist fast zur Gänze unter Tonnen von Sand verschwunden. Außerdem erfährt sie, dass sie einen 10-jährigen Enkel, River, hat. Melody will River mit in ihr neues Leben nehmen, aber dieser wehrt sich. Er will die Eier der Strauße ausbrüten, die er immer mit seiner Mutter gefüttert hat.
Rivers Vater, Scoop, ein fauler Musiker und der Postmann der Stadt, will, dass Melody die Stadt verlässt. Es folgen eine Menge Auseinandersetzungen, bis Melody die Wahrheit erfährt. Doch als ein Sandsturm die Stadt heimsucht, ändert sich plötzlich alles.

## Kritik
„‚The Bird Can’t Fly‘, eine seltsame aber charmante Südafrikanisch-Niederländische Zusammenarbeit, bietet Barbara Hershey – die seit Lantana in keiner Hauptrolle zu sehen war – die Möglichkeit, aller Welt zu zeigen, dass sie noch immer eine unvergleichliche Schauspielerin ist. Sie blüht in der Rolle der Melody, einer Südafrikanischen Köchin, die in ihre Heimatstadt zurückkehrt, um am Begräbnis ihrer einzigen Tochter teilzunehmen, förmlich auf.“ Gregory Valens, The Hollywood Reporter

## Auszeichnungen
- The City of Utrecht Film Prize, für das beste niederländische Debüt.
- The Stimulus for Success Preis.
- Gouden Kalf Nominationen für bestes Sounddesign und Kamera.